# 馬克·基奧
馬克·基奧·柏斯（2006年1月4日—）是一名西班牙職業足球員，司職前鋒，現效力英超球會新特蘭（車路士外借）。

## 球會生涯

### 巴塞隆拿
基奧於巴塞罗那省格拉诺列尔斯出生，在五歲時於巴塞隆拿的球迷會球隊Penya Barcelonista Sant Celoni開始足球生涯。他在2013–14加入巴塞隆拿的青訓學院，並在2023年6月的季前熱身賽首次獲球會一隊徵召。
2023年10月11日，基奧獲列入球隊在西甲對陣格拉纳达的比賽名單，但並未上陣。同月22日，基奧在對陣畢爾包的西甲比賽中上演地標戰，他於比賽第79分鐘後備入替，並在上陣23秒後為巴塞隆拿射入奠勝一球。基奧以17歲又291日成為球會史上最年輕於地標戰入球的球員。三天後，他在對陣薩克達的歐冠比賽中上演歐戰地標戰，協助球隊以2–1勝出。同年12月13日，他在對陣安特衛普的3–2敗仗中射入他的首個歐冠入球。

### 車路士
2024年7月1日，英超球會車路士宣布簽入基奧，合約為期五年，另設續約一年的選項。車路士據報啟動了基奧合約中價值600萬歐元的買斷條款。

## 國家隊生涯
基奧曾代表西班牙各級青年國家隊。
2023年5月，基奧入選西班牙U17的2023年U17歐洲國家盃參賽名單，並在賽事中射入四個入球，與、Robert Ramsak、拉明·並列賽事神射手。同年11月，他在2023年國際足總U-17世界盃代表西班牙U17，並分別在對陣加拿大的小組賽和對陣日本的十六強賽事入球。

## 生涯統計

### 球會
最後更新：2024年6月8日
| 效力球會    | 球季     | 聯賽     | 聯賽 | 聯賽 | 國家盃賽 | 國家盃賽 | 聯賽盃賽 | 聯賽盃賽 | 歐洲賽 | 歐洲賽 | 其他 | 其他 | 總計 | 總計 |
| 效力球會    | 球季     | 聯賽     | 上陣 | 入球 | 上陣     | 入球     | 上陣     | 入球     | 上陣   | 入球   | 上陣 | 入球 | 上陣 | 入球 |
| ----------- | -------- | -------- | ---- | ---- | -------- | -------- | -------- | -------- | ------ | ------ | ---- | ---- | ---- | ---- |
| 巴塞隆拿B隊 | 2023–24  | 西協甲   | 13   | 4    | —        | —        | —        | —        | —      | —      | 2    | 2    | 15   | 6    |
| 巴塞隆拿    | 2023–24  | 西甲     | 3    | 1    | 2        | 0        | —        | —        | 2      | 1      | 0    | 0    | 7    | 2    |
| 生涯總計    | 生涯總計 | 生涯總計 | 16   | 5    | 2        | 0        | 0        | 0        | 2      | 1      | 2    | 2    | 22   | 8    |

1. ↑  於西協甲升班附加賽上陣。
2. ↑  於歐冠賽事上陣。

## 榮譽

### 俱乐部
切尔西
- 欧洲协会联赛：2024–25

### 個人
- 歐洲U-17足球錦標賽神射手：2023（英语：2023 UEFA European Under-17 Championship）[20]
- 歐洲U-17足球錦標賽賽事最佳陣容：2023（英语：2023 UEFA European Under-17 Championship）[25]